# ヘラルド・テイラー
- ジェラルド・テイラー

ヘラルド・ギスヒエル・テイラー・ドスマン（Gerald Gisjiel Taylor Dosman , 2001年5月28日 - ）は、コスタリカ・リモン州リモン出身のサッカー選手。スコティッシュ・プレミアシップ・ハート・オブ・ミドロシアンFC所属。ポジションは DF。
『ジェラルド・テイラー』とも紹介される。

## 来歴

### クラブ

#### デポルティーボ・サプリサ
CSウルグアイ・デ・コロナドのユースチームを経て、2022年にデポルティーボ・サプリサに入団し、2026年までの契約を締結。2021-22シーズンは途中から17試合で起用されると、翌2022-23シーズン以降は主力選手に成長。2023年11月13日のADムニシパル・ペレス・セレドン戦では、後半9分にプロ初ゴールを決めた。

#### ハーツ
2024年7月10日、ハート・オブ・ミドロシアンFCへの1年間のローン移籍が発表された。

### 代表歴
2023年3月にコスタリカ代表に初招集。同月25日のマルティニーク戦で代表デビュー。2024年にはコパ・アメリカ2024の代表に選出された。